# Agnus Dei

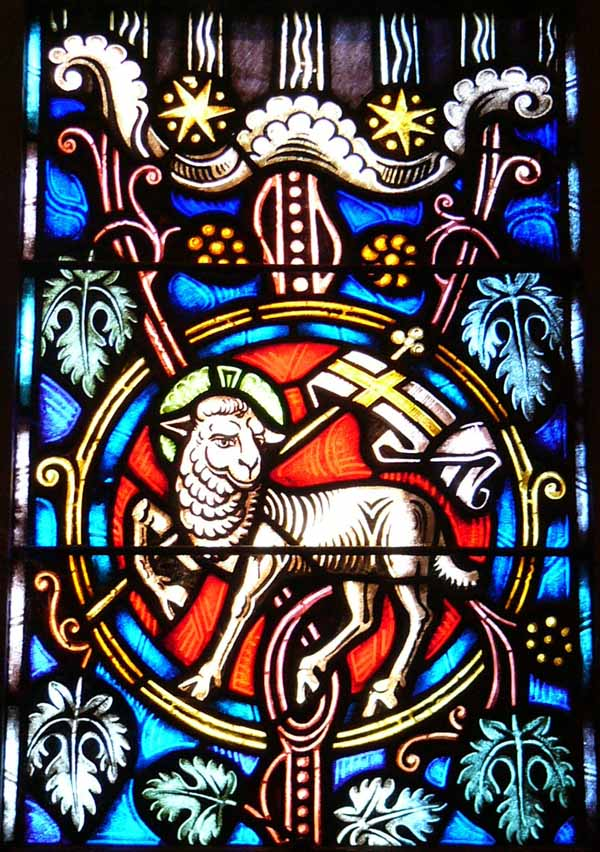
Un agnello con bandiera cristiana, tipico simbolo dell'Agnus Dei

Agnus Dei è un'espressione evangelica (basata su Giovanni 1, 29.36) in lingua latina che significa Agnello di Dio e si riferisce a Gesù Cristo nel suo ruolo di vittima sacrificale per la redenzione dei peccati dell'umanità.
Con Agnus Dei o agnello pasquale si indica anche una particolare immagine della simbologia dell'arte ecclesiastica: un agnello che porta una croce, e che rappresenta appunto Cristo.
Agnus Dei è anche il nome comunemente attribuito alla breve litania che inizia con queste parole e che nella messa del rito romano accompagna la frazione del pane. Non è presente nel rito ambrosiano, e nella messa tridentina segue la frazione. Nel rito anglicano può essere cantato o durante la frazione del pane o durante la distribuzione della Santa Comunione.
Queste invocazioni sono usate anche a conclusione delle invocazioni delle litanie dei santi e di altre litanie simili. L'espressione Agnus Dei appare anche nell'inno del Gloria e nelle parole del sacerdote prima di dare la comunione ad altri: "Ecco l'Agnello di Dio, ecco colui che toglie i peccati del mondo".

## Riferimenti biblici
L'immagine dell'"agnello di Dio" trova la sua origine prima nel culto dell'Antico Testamento, e anzitutto nell'agnello pasquale degli Ebrei,
il cui sangue, posto sugli stipiti delle porte, salverà dall'Angelo della Morte e anche nel sacrificio quotidiano dell'agnello al mattino e al tramonto (Esodo 29,38-39).
In questi culti ebraici i cristiani leggono la prefigurazione simbolica del Messia, l'Agnello Immacolato il cui sangue salva dalla morte e il cui sacrificio è perenne.
All'agnello immolato non venivano spezzate le ossa (Esodo 12,46). Di contro, era uso spezzare le ossa ai morti in croce (Esodo 3,13). Salmi 34,20 profetizza che al Signore non sarebbe stato spezzato alcun osso ("preserva tutte le sue ossa; non se ne spezza neanche uno"). Cristo agnello senza peccato morto alla vigilia della Pasqua, sebbene fosse stato condannato a morte, diversamente dai due ladroni, non subì tale flagello, in ossequio alle leggi per gli agnelli sacrificali e alla relativa volontà divina di Salmi 34,20.
L'immagine dell'agnello di Dio fu applicata dal profeta Isaia alla misteriosa figura del servo di JHWH (cfr. Isaia 53,7-12). Gli ebrei interpretano perlopiù questa figura come un simbolo del popolo di Israele, anche se essa è stata interpretata anche come una profezia messianica.
L'applicazione di questa profezia a Gesù, identificandolo quindi col Messia, è proclamata da Giovanni Battista secondo la narrazione del vangelo secondo Giovanni: 
La formula liturgica nasce proprio da queste parole con l'aggiunta della supplica dei due ciechi del vangelo di Matteo:
L'origine scritturale dell'invocazione è pertanto evidente.
All'ideale di purezza immacolata, virtù, espiazione e sacrificio eucaristico, il Battista aggiunge quello dell'universalità dello scopo: “Colui che toglie i peccati del mondo”, e non solo quelli di Israele. 
Dal Battista, Giovanni Evangelista colse la pienezza del simbolismo e lo ripeté nel quarto e quinto capitolo dell'Apocalisse, l'altro grande libro giovanneo. Nell'Apocalisse vi sono ventotto riferimenti all'Agnello:
- Agnello immolato Apocalisse 13,8[10]
- il sangue dell'Agnello 22,2[11]
- solo quelli che sono scritti nel libro della vita dell'Agnello 21,27[12]

e nei seguenti: v, 6, 8, 12, 13; vi, 1, 16; vii, 9, 10, 14, 17; xiv, 1, 4, 10; xv, 3; xvii, 14; xix, 7, 9; xxi, 9, 14, 22, 23, 27; xxii, 1, 3, 14.
Il simbolismo dell'agnello di Dio compare in molti altri scritti neotestamentari. Dall'Apocalisse, andando a ritroso, se ne ritrova il simbolismo nella prima lettera di Pietro:
negli Atti degli apostoli con la lettura perplessa del grande capitolo messianico di Isaia 53, 7-12 da parte dell'eunuco della regina Candàce:
parole che suscitarono la domanda dell'eunuco al diacono Filippo: 
Altri riferimenti a Gesù come strumento e vittima di espiazione per i peccati del genere umano e al suo sangue versato e voluto dal Padre sono: Romani 3,25, Ebrei 10,5-7, 1 Gv 2,2;  Marco 10,45, Tito 2,14.

## Nella liturgia

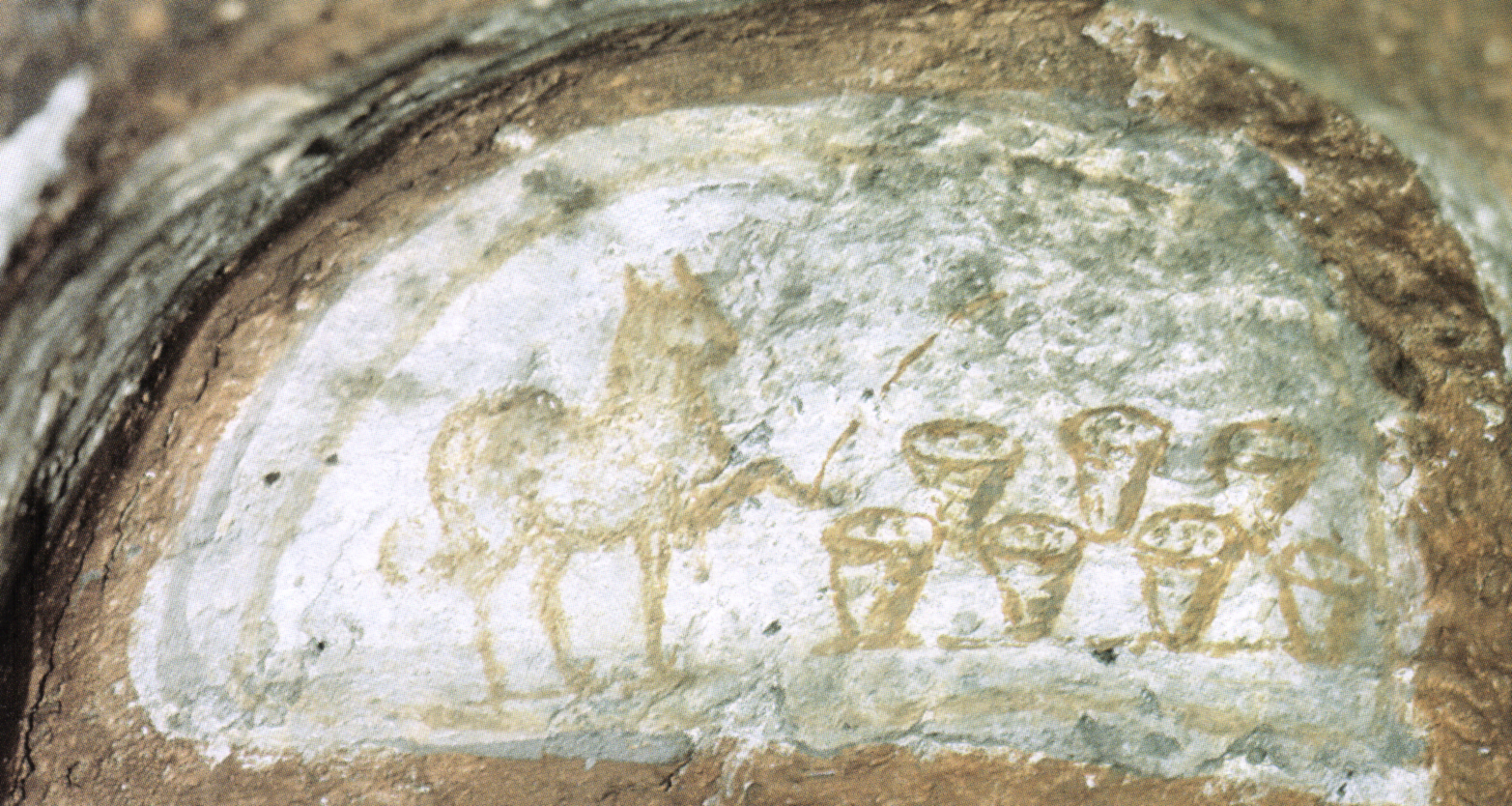
Agnello che benedice i pani, Roma, Catacomba di Commodilla, affresco della metà del IV secolo.

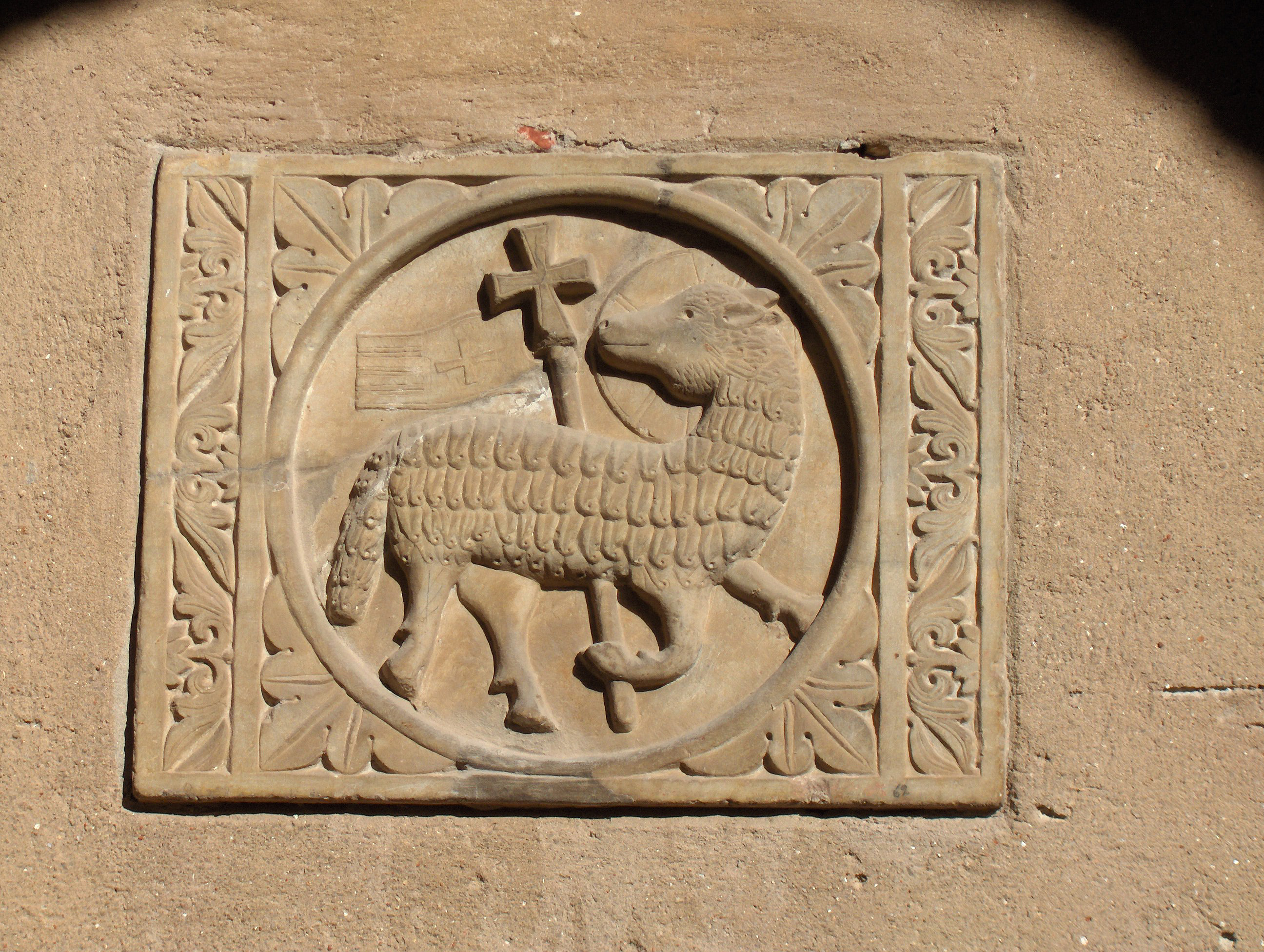
Agnus Dei medievale con aureola e croce; Basilica Eufrasiana, Parenzo, Croazia

### Rito romano
Testo dell'Agnus Dei nel rito romano:
Si canta o si dice mentre il sacerdote compie la frazione del pane. Se la frazione si prolunga, la litania si può ripetere più volte. L'ultima invocazione si conclude con le paroleː dona a noi la pace (dona nobis pacem).
Nel 687, papa Sergio I decretò che durante la frazione il clero e il popolo cantassero questa litania, che veniva ripetuta tutte le volte che era necessario per accompagnare il rito. Il popolo forse si univa al responsorio miserere nobis. Un secolo più tardi, si trova il canto usato nello stesso contesto, ma eseguito, come restimonia anche l'Ordo Romanus I. solo dal clero o dalla schola cantorum, anch'essa composta di chierici.
Nella Messa tridentina, il sacerdote, dopo la frazione dell'Ostia e la recita della preghiera Haec commixtio, copre il calice con la palla, genuflette, si alza, piega il capo (ma non il corpo) profondamente verso l'altare e con le mani congiunte davanti al petto (e pertanto non appoggiate all'altare) ripete due volte a voce alta: Agnus Dei, qui tollis peccata mundi, miserere nobis, mentre la terza volta l'invocazione termina con dona nobis pacem, battendosi il petto con la mano destra ad ogni miserere nobis e al dona nobis pacem (mentre la sinistra rimane costantemente appoggiata all'altare fin dal primo Miserere).
Nella messa di Requiem, invece, il messale tridentino sostituisce dona eis requiem al posto di miserere nobis, e dona eis requiem sempiternam al posto di dona nobis pacem. In questo caso, il sacerdote non si batte il petto, ma conserva le mani congiunte durante tutta l'invocazione.
Nella Messa cantata tridentina l'Agnus Dei è cantato dalla schola, mentre il sacerdote compie le cerimonie sopra descritte e recita privatamente il testo.

### Litanie
L'Agnus Dei è l'ultima supplica che conclude le litanie dei santi e le altre litanie che nel corso dei secoli si sono sviluppate su tale modello (ad esempio le litanie al Santissimo Nome di Gesù, le litanie al Sacro Cuore di Gesù, le litanie mariane, le litanie di uno o più santi). La guida recita o canta la parte invariabile della supplica, tutti rispondono con la parte variabile. 
℟ parce nobis, Domine.
Agnus Dei qui tollis peccata mundi,
℟ exaudi nos, Domine.
Agnus Dei qui tollis peccata mundi,
℟ miserere nobis.»
℟ perdonaci, o Signore.
Agnello di Dio che togli i peccati del mondo,
℟ ascoltaci, o Signore.
Agnello di Dio che togli i peccati del mondo,
℟ abbi pietà di noi.»

## Storia

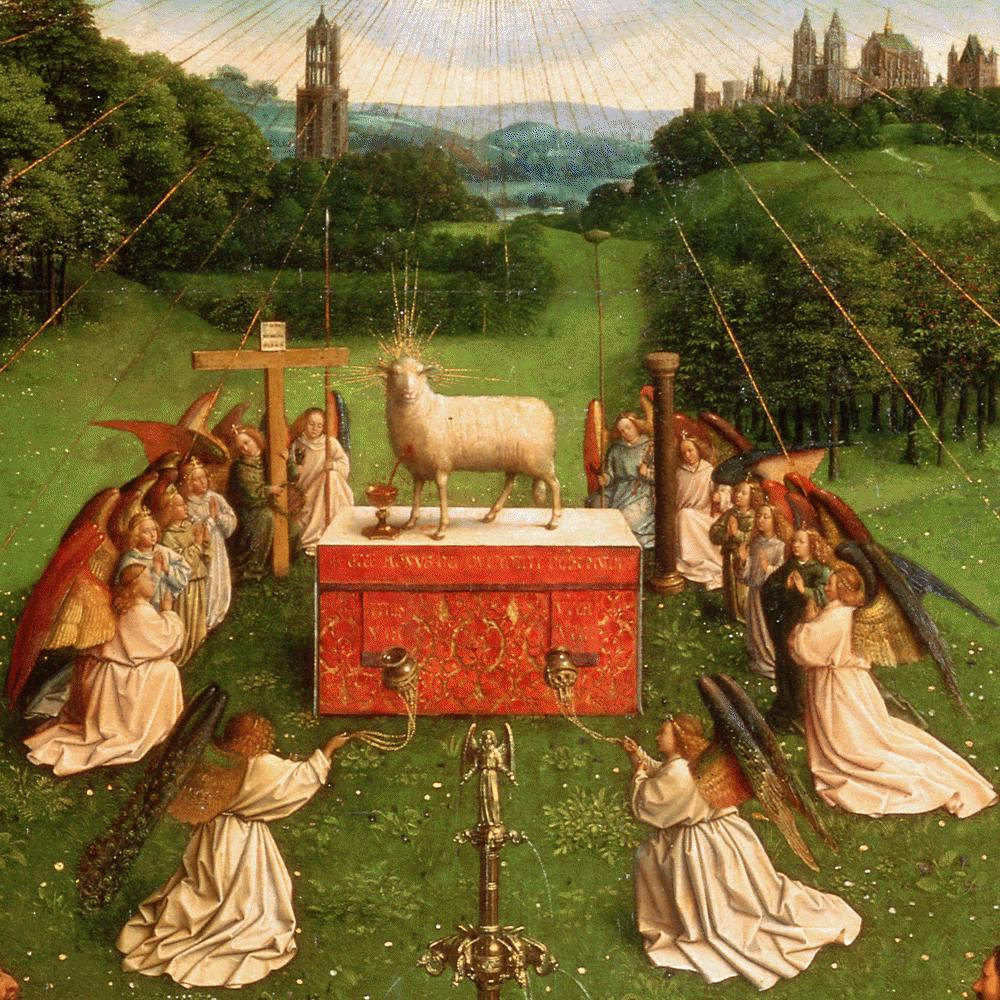
Particolare dell'Adorazione dell'Agnello, di Jan van Eyck

Già la narrazione dell'Apocalisse di Giovanni sembra presagire la celebrazione di una liturgia
– l'Agnello sull'altare come su un trono; il clero presente simile ai ventiquattro vegliardi seduti sui seggi, avvolti in candide vesti; il canto del “Sanctus, sanctus, sanctus”; il profumo che si innalza dalle coppe d'oro, e la musica delle arpe; e poi, come per un cambiamento repentino, in mezzo a tutti “un Agnello, come immolato” (v, 6).
Il simbolismo di modelli e personaggi dell'Antico Testamento, la profezia messianica di Isaia, l'acclamazione del Battista, le rivelazioni mistiche dell'Apocalisse furono celebrate nell'inno mattutino del “Gloria in excelsis” che faceva originariamente parte dell'ufficio delle Lodi. Sia l'invocazione che il cerimoniale che l'accompagnano, però, hanno subito numerosi cambiamenti nelle diverse epoche e luoghi.
In forma leggermente diversa lo si trova nella “Costituzione Apostolica” e nelle appendici alla Bibbia nel “Codex Alexandrinus” del V secolo. 
È usato per la prima volta a Roma, in maniera appropriata, durante la prima Messa della Natività. 
Papa Simmaco (498-514) ne estese l'uso nelle messe episcopali.

### Uso nella frazione del pane
La forma distinta e breve dell'Agnus Dei stesso, tuttavia, fu introdotta nella Messa non prima dell'anno 687, quando papa Sergio I decretò che durante la frazione dell'Ostia sia il clero che il popolo dovevano cantare l'Agnus Dei alla frazione del pane: 
(Liber Pontificalis, ed. Duchesne, I, 381, nota 42)
Duchesne, accettando il punto di vista di papa Sergio proposto dal cardinale Giovanni Bona, dice: “il n'est pas defendu de voir, dans ce décret de Sergius, une protestation contre le canon 82 du concile in Trullo, qui proscrivit la representation symbolique du Sauveur sous forme d'agneau”.
Nella liturgia di San Giacomo, il sacerdote, mentre segna il pane, poco prima di comunicarsi, dice: 
La formula viene quindi recitata una volta sola.
All'incirca nella stessa parte della Messa dell'odierna Liturgia di San Giovanni Crisostomo, il sacerdote spezza il pane in quattro parti, “con ogni attenzione e riverenza” (secondo il messale) e dice 
: 
Queste parole non sono presenti, tuttavia, nell'antica Liturgia di San Giovanni Crisostomo (IX secolo). 
Durante l'Ufficio della Protesi (la parte della Liturgia relativa alla preparazione del “Pane Santo”, ovvero “l'Agnello Santo”) in uso, viene fatto un riferimento più puntuale alla profezia di Isaia durante il cerimoniale; e infine, mentre il diacono depone “l'Agnello” sul Disco, si rivolge al sacerdote dicendo: “Signore, sacrificio”; il prete risponde, tagliando la specie eucaristica in quattro: “L'Agnello di Dio è stato sacrificato, che toglie i peccati dal mondo, per la vita e la salvezza del mondo”.
A differenza di diverse altre liturgie, il rito romano cessò per alcuni secoli di fare le invocazioni all'Agnello di Dio durante la frazione dell'Ostia: nel Messale Romano tridentino il sacerdote fa la frazione mentre dice sottovoce l'embolismo alla fine del Padre nostro e un po' più tardi si batte il petto mentre dice l'Agnus Dei in una voce che si può capire. Prima, come si vede nell'Ordo Romanus Primus di circa 800, si faceva la frazione dei pani (molti, non azzimi) mentre si cantava l'Agnus Dei, e nelle edizioni del Messale Romano del Vaticano II di nuovo si fa la frazione al canto dell'Agnus Dei.
Le parole del Liber Pontificalis (a clero et a populo decantetur) sollevano la domanda se in precedenza l'invocazione fossa stata cantata unicamente dal coro, come asserisce Jean Mabillon, e come era in uso nel IX secolo e al tempo di Innocenzo III (morto nel 1216). 
Originariamente il celebrante non la recitava di persona, in quanto le altre sue funzioni occupavano sufficientemente la sua attenzione; ma sicuramente nel corso del III secolo l'introduzione di questa parte doveva essere diventata comune, e, come notava Durandus, alcuni sacerdoti la recitavano con le mani appoggiate all'altare, mentre altri le tenevano giunte davanti al petto. 
Inoltre, originariamente cantata o recitata solo una volta, in alcune chiese ne era prescritta la recita per tre volte, come dimostra Edmond Martène – per esempio, in quella di Tour, prima dell'anno 1000; e Jean Beleth, un canonico parigino, in uno scritto del XII secolo, commentava: “Agnus Dei ter canitur”.
All'incirca nel medesimo periodo venne introdotto l'uso di sostituire “dona nobis pacem” a “miserere nobis” alla terza invocazione; sebbene in via eccezionale il terzo “miserere” veniva pronunciato solo il Giovedì santo (forse perché quel giorno non viene scambiato il “bacio della pace”). 
Una ragione plausibile per la sostituzione del “dona nobis pacem” può essere trovata nella sua adeguatezza alla preparazione al “bacio della pace” (il Pax) che segue, sebbene Innocenzo III ne attribuisca l'introduzione ai disordini e alle calamità che affliggevano la Chiesa. 
La Basilica Laterana, tuttavia, mantiene l'uso antico del triplo “miserere”.
Non si trova traccia dell'Agnus Dei nel rito romano del Messale di Bobbio, o in quello di Stowe; né si trova nel rito mozarabico, nel Sacramentario gelasiano o nel rito ambrosiano, a eccezione delle Messe esequiali, dove compare nella tripla invocazione, come nel Messale Romano, ma aggiunge alla terza invocazione le parole “et locum indulgentiae cum sanctis tuis in gloria”.
Il testo completo nel Messale Romano nell'originale latino (poi tradotto nelle lingue nazionali) è il seguente:
«Agnus Dei, qui tollis peccata mundi, miserere nobis. Agnus Dei, qui tollis peccata mundi, miserere nobis. Agnus Dei, qui tollis peccata mundi, dona nobis pacem».

#### Variazioni

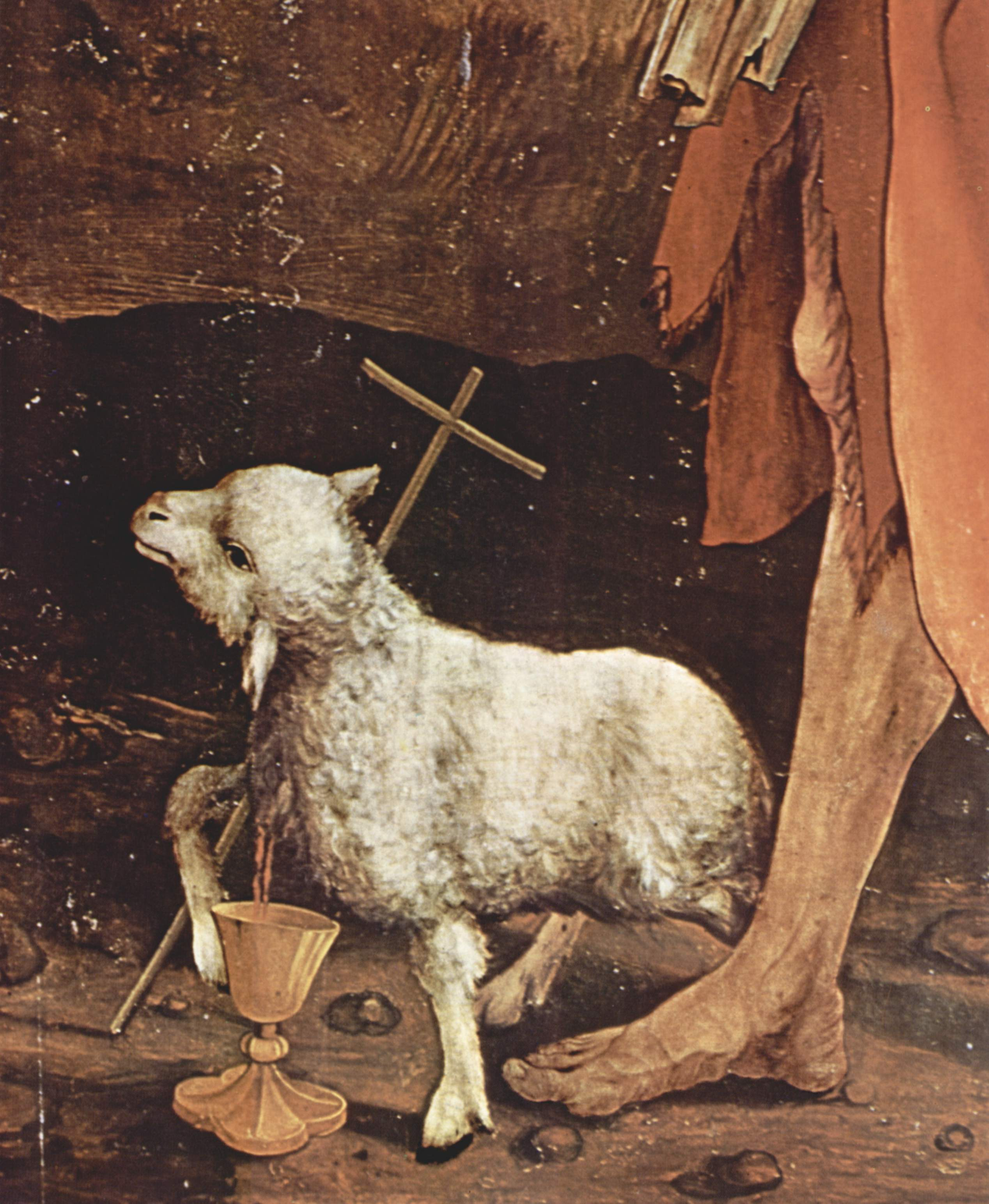
Agnello di Dio, particolare della Crocefissione di Matthias Grünewald

Come nel caso del Kyrie eleison e altri testi dell'Ordinario della Messa (ad esempio il Gloria, la Sequenza, il Credo, il Santo, l'Osanna, l'Andate, la messa è finita), alle parole dell'Agnus Dei venivano spesso aggiunte figure retoriche (tropi), basate sulle Festivae Laudes Romane (non conoscendo, forse, la loro origine greca). 
Queste aggiunte erano spesso prefazioni, intercalazioni, o sentenze o frasi conclusive, spesso in stretta connessione con il significato del testo, che a volte formavano praticamente composizioni individuali aventi una relazione unicamente marginale con il testo.
Il cardinale Bona ne offre un esempio interessante:
Agnus Dei, qui tollis peccata mundi, 
Vulnera sanas, ardua planas, Agnus amoris, 
Miserere nobis. 
Agnus Dei, qui tollis peccata mundi, 
Sordida mundas, cuncta foecundas, Agnus odoris, 
Dona nobis pacem.»
Il cardinale non fa menzione della data di questa fonte; ma il poema è riportato da Blume e Bannister nel loro “Tropi Graduales”
, 
con diversi riferimenti datati. Questa collezione contiene non meno di novantasette variazioni sull'Agnus Dei.
Il seguente tropo del X secolo illustra un'ulteriore forma, della quale esistono esempi, in esametro classico:
Agnus Dei. . .peccata mundi, 
Verum subsistens veo de lumine lumen, 
miserere nobis. 
Agnus Dei. . .peccata mundi, 
Optima perpetuae concedens gaudia vitae, 
dona nobis pacem.»
A volte questi tropi non erano composti seguendo uno schema metrico, classico o accentuale che fosse, ma semplicemente in una forma rozza di prosa rimata, o piuttosto, assonante; come per esempio il seguente (del X secolo), che recitava tre volte “miserere nobis” anziché “dona...” ecc:
Agnus Dei. . .peccata mundi, 
Qui cuncta creasti, 
Nobis semper (te) adiunge, 
miserere nobis. 
Agnus Dei. . .peccata mundi, 
Redemptor, Christe, 
Exoramus te supplices, 
miserere nobis.»
A volte erano molto brevi, a volte prolissi, come il seguente del XIII secolo:
Esistono due ulteriori usi dell'Agnus Dei. 
In primo luogo, prima della Comunione, sia durante che fuori dalla Messa, il sacerdote eleva la particola dicendo: “Ecce Agnus Dei, ecce qui tollit peccata mundi. Domine non sum dignus”, ecc. 
L'uso della formula in questo contesto sembra essere stata introdotta recentemente. 
In passato la formula usata era semplicemente “Corpus Christi”, “Sanguis Christi”, alla quale i fedeli rispondevano “Amen”, similmente a quella usata nella liturgia di San Marco: “Il Santo Sangue”, “Il Sangue prezioso di Nostro Signore Dio e Salvatore”. 
In secondo luogo, alla fine delle litanie si trova la seguente invocazione: 
Questo nelle litanie dei Santi e in quella di Loreto.
Nella litania del Santissimo Nome di Gesù si aggiunge la parola Gesù all'ultima invocazione, e si sostituisce la parola Signore con Gesù nelle prime due invocazioni. 
Nella cosiddetta “Litania Romana”, trovata in un antico sacramentario di San Gregorio Magno, la formula appare solo una volta, e in particolare nelle parole della formula usata durante la Messa: “Agnus Dei... mundi, miserere nobis”. L'uso della formula nelle litanie è di recente introduzione.

## Musica
In origine, la melodia dell'Agnus Dei nella liturgia era eseguita in gregoriano, senza dubbio inizialmente in maniera molto semplice e sillabica, si sviluppò in forme più ricche in seguito. 

L'Agnello di Dio raffigurato sullo stemma di San Juan de Puerto Rico

Studi dell'inizio del XX secolo in paleografia musicale sono riusciti a salvare dall'oblio le vecchie melodie, e nel “Kyriale” Vaticano (1905) troviamo venti arrangiamenti che riproducono sostanzialmente i testi antichi. 
Queste melodie variano dalla versificazione in stile sillabico passando per i diversi gradi di coloratura fino ai canti moderatamente melismatici.
Un'idea approssimativa delle forme melodiche la si può ottenere considerando che vi sono diciotto sillabe di testo per ognuna delle tre invocazioni, e che il numero delle note che accompagnano queste invocazioni di diciotto sillabe variano tra diciannove (nel qual caso solo una sillaba può ricevere una nota) fino a sessantuno (come nel No. V del “Kyriale”). 
Nel No. V la prima sillaba ha nove note, tuttavia una mera enumerazione delle note non descrive sufficientemente bene il carattere e l'andamento della melodia, sebbene tale enumerazione possa servire a formare un'idea della ricchezza ovvero della povertà melodica.
La melodia familiare dell'Agnus Dei nella Messa da Requiem, con le sue venti note per diciotto sillabe, illustra un canto puramente sillabico, e serve a spiegare la sua assegnazione a giorni a carattere penitenziale, come i giorni feriali durante la Quaresima e l'Avvento, le Quattro tempora e i giorni di rogazione, e le vigilie, alle quali il “Kyriale” nominalmente l'assegna.
Riguardo alla varietà melodica offerta per triplice invocazione, troviamo sei liturgie (no. I, V, VI, XVIII, XIX, XX) nelle quali la melodia rimane la stessa durante le tre invocazioni – una forma che potrebbe venire indicata come a, a, a; dodici messe nelle quali la melodia del primo e terzo Agnus Dei è identica, ma differisce la seconda – tipo a, b, a; una messa nella quale la prima e seconda sono identiche, mentre varia la terza – tipo a, a, b; e una messa nella quale tutte e tre sono diverse (n. VII) – tipo a, b, c. 
Nel tipo a, b, a, tuttavia, molte delle corrispondenze melodiche tra a e b si trovano in determinate parti del testo; mentre nel tipo a, b, c, la melodia del “nobis” è comune a tutte e tre. 
In tutto questo possiamo percepire l'opera derivante da idee eccellenti riguardo alla simmetria e alla forma, nel mezzo di una grande varietà melodica.
Le melodie gregoriane dell'Agnus Dei (al pari, infatti, di altri canti, il Kyries mostra simili ovvie simmetrie, mentre i canti più melismatici propri della messa produrranno, se analizzati ampiamente, risultati sorprendentemente belli) sono illustrazioni del fatto che i compositori antichi, sebbene lavorassero secondo concezioni musicali molto differenti da quelle comuni ai nostri giorni, avevano una chiara percezione della conoscenza della forma nell'arte musicale, e avevano canoni costruttivi e critici che non abbiamo tuttora, con ogni probabilità, apprezzato appieno 
.

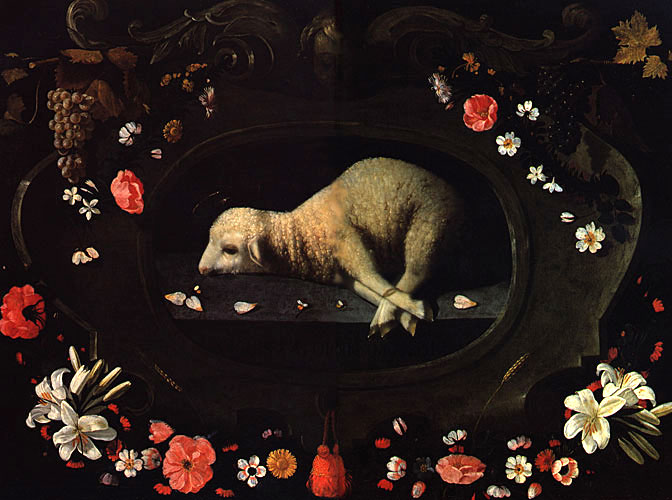
Agnello Pasquale, di Josefa de Óbidos, 1660-1670

Il testo dell'Agnus Dei, con la triplice ripetizione e, pertanto, in possesso dei propri diritti di simmetria testuale, era rispettato dai compositori medievali; e il fatto stesso, a questo riguardo, che discrimina le loro forme stilistiche da quelle dei più grandi compositori di musica liturgica moderna, è l'assenza di qualsiasi forma di arrangiamento separato del “Dona nobis pacem”, quel grande movimento finale nel quale i compositori moderni sono stati così abituati a concentrare le loro energie dal punto di vista tecnico, vocale e strumentale, e al quale impartiscono un movimento completamente diverso dal precedente.
Esempi noti si trovano nella grandiosa messa in Si minore di Bach, nella quale i primi due Agnus Dei sono partiture per alto solo, seguito dal “Dona” in fuga a quattro voci. 
Significante per la distanza musicale e liturgica del “Dona” dall'Agnus Dei in questa composizione, è il fatto che non compare per niente un terzo Agnus Dei.
Nella monumentale messa in Re maggiore di Beethoven, solista e coro cantano “Agnus... novis” tre volte adagio, mentre il “Dona” forma un nuovo movimento in allegretto vivace e richiede più del triplo delle pagine necessarie per l'” Agnus”; ugualmente, nella sua Messa in Do maggiore, il “Dona”, allegro ma non troppo, richiede il triplo delle pagine rispetto a tutto il testo precedente in poco andante.
Lo stesso vale per Haydn: 
la “Terza” (“Dona”, allegro vivace, il doppio delle pagine rispetto a tutto il resto adagio); 
la “Prima” (“Agnus”, adagio, solo archi – “Dona”, allegro, oboe, tromba, timpani e archi); 
la “Sesta” (“Agnus”, adagio, 3/4 – “Dona”, allegro con spirito, 4/4); 
la “Sedicesima” (“Agnus”, adagio, 4/4 – “Dona”, allegro, 3/4, archi, clarinetti, trombe, timpani e organo).
Gli esempi si possono moltiplicare all'infinito per altre messe, di Mozart, Schubert e altri. 
Un'eccezione molto interessante si trova nelle messe di Gounod (abbastanza logico, considerando la sua educazione e i suoi studi polifonici), che rispettano la triplice simmetria del testo; troviamo nel suo “Agnus” praticamente la simmetria primitiva gregoriana. 
Perciò, la sua seconda messa  “Aux Orphéonistes” ci mostra il tipo a, a, b; la sua prima de “Aux Orphéonistes”, il tipo a, b, c (in concordanza, curiosamente, con l'unica interpretazione di quel tipo nel “Kyriale”, che prevede per i due “nobis” e per il “dona” quella particolare forma musicale); la sua “Messa del Sacro Cuore” il tipo (con leggere variazioni) a, b,a; la sua “Santa Cecilia” (ommettendo l'interpolazione del “Domine non sum dignus”, ecc.) il tipo a, a, a (con variazioni). 
L'interpolazione del Gounod di “Domine non sum dignus” è stata criticata severamente come una grave trasgressione liturgica – ed è vero; ma è oltre tutto interessante notare, anche in questo caso, un'eco dell'uso medievale del quale si è parlato nella prima parte di questo articolo, circa l'adattamento retorico dei testi liturgici. 
Il tropo di Gounod era fondato sulla sua fantasia, ma era per lo meno completamente liturgico nella selezione del testo intercalato; era anche sorprendentemente appropriato alla parte della Messa in corso in quell'istante, cioè la Comunione.
All'inizio del XX secolo sono stati fatti arrangiamenti quasi drammatici sull'Agnus Dei (per esempio, la Messa in tempore belli di Haydn, la Messa in D di Beethoven, con il rullo dei tamburi che mette in evidenza il beneficio della pace in contrasto con gli orrori della guerra), introducendo arrangiamenti che hanno profondamente modificato, con omissioni, inserimenti ed aggiunte di parole, il testo liturgico; e anche interposizioni di parole in maniera tale da alterarne il significato (per esempio, la “Messa in F” di Poniatowski – per citare uno in ordine minore, con la quale vengono assegnate indiscriminatamente ad ogni “Agnus ... mundi” un groviglio confuso di “miserere” e “dona”).

## Altri usi

### Divisa
L'Agnus Dei era anche usato come divisa del tipografo Agnelli di Milano (XVII secolo), secondo quanto riportato da Jacopo Gelli in Divise - Motti e Imprese di famiglie e personaggi italiani (Hoepli 1928)

### Sport
La squadra calcistica inglese Preston North End ha come logo l'Agnus Dei.